# Lepidochrysops oosthuizeni
Lepidochrysops oosthuizeni là một loài bướm ngày thuộc họ Bướm xanh. Nó được tìm thấy ở Lesotho và Nam Phi, nơi nó được tìm thấy ở high altitude grassland và Nama Karoo on the Witteberg in the East Cape và the Maluti Mountains in Lesotho và miền nam Orange Free State.
Sải cánh dài 33–37 mm đối với con đực và 34–38 mm đối với con cái. Con trưởng thành bay từ tháng 12 đến tháng 1. Có một lứa một năm.
Ấu trùng ăn Selago galpinii.